# Introduction (álbum)
Introduction es un álbum instrumental del guitarrista Marty Friedman, conocido por ser el exguitarrista del grupo de thrash metal Megadeth. El álbum se editó en 1995, e incluye a Nick Menza como baterista.

## Lista de canciones
1. "Arrival" – 4:52
2. "Bittersweet" – 5:27
3. "Be" – 4:51
4. "Escapism" – 9:14
5. "Luna" – 5:17
6. "Mama" – 3:55
7. "Loneliness" – 4:08
8. "Siberia" – 4:19

## Músicos
- Marty Friedman - Guitarras
- Brian BecVar - Piano, Teclados
- Nick Menza - Batería
- Alex Wilkinson - Orquestación
- Don Menza - Shakuhachi en "Bittersweet"
- Sachi McHenry - Violonchelo en "Bittersweet"
- Charlie Bisharat - Violín en "Bittersweet"